# Indrek Saar

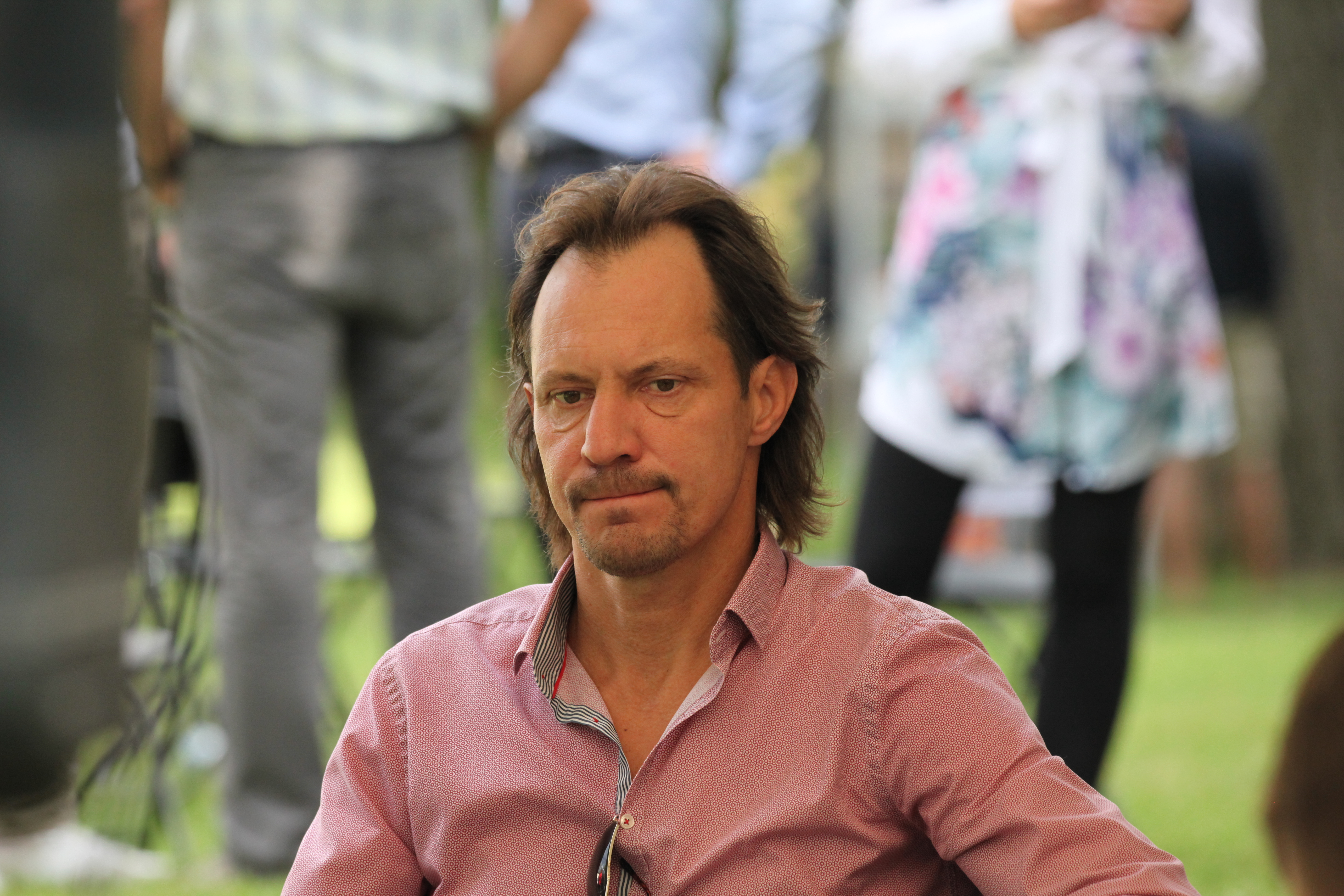
Indrek Saar (2021)

Indrek Saar (Kuressaare, 20 febbraio 1973) è un attore e politico estone, Ministro della Cultura dal 2015 al 2019.

## Biografia
Nato a Kuressaare, Saar si diplomò presso l'Accademia estone di musica e teatro di Tallinn. Intraprese la professione di attore, fu per nove anni direttore del teatro di Rakvere e per vent'anni, dal 1995 al 2015 interpretò il ruolo di Raim Raidver nella popolare soap opera Õnne 13, in onda sulla televisione di stato Eesti Televisioon.
Attivo sul piano politico, fu vicepresidente del consiglio comunale di Rakvere. Nelle elezioni parlamentari in Estonia del 2007 risultò eletto deputato al Riigikogu come esponente del Partito Socialdemocratico e fu riconfermato nelle successive tornate elettorali.
Nell'aprile del 2015 fu scelto dal primo ministro del Partito Riformatore Estone Taavi Rõivas come Ministro della Cultura all'interno del suo secondo esecutivo, ruolo che mantenne anche nel successivo governo guidato dall'esponente del Partito di Centro Estone Jüri Ratas.
Nel 2019 succedette a Jevgeni Ossinovski alla guida del Partito Socialdemocratico.